# Vitebski vokzal

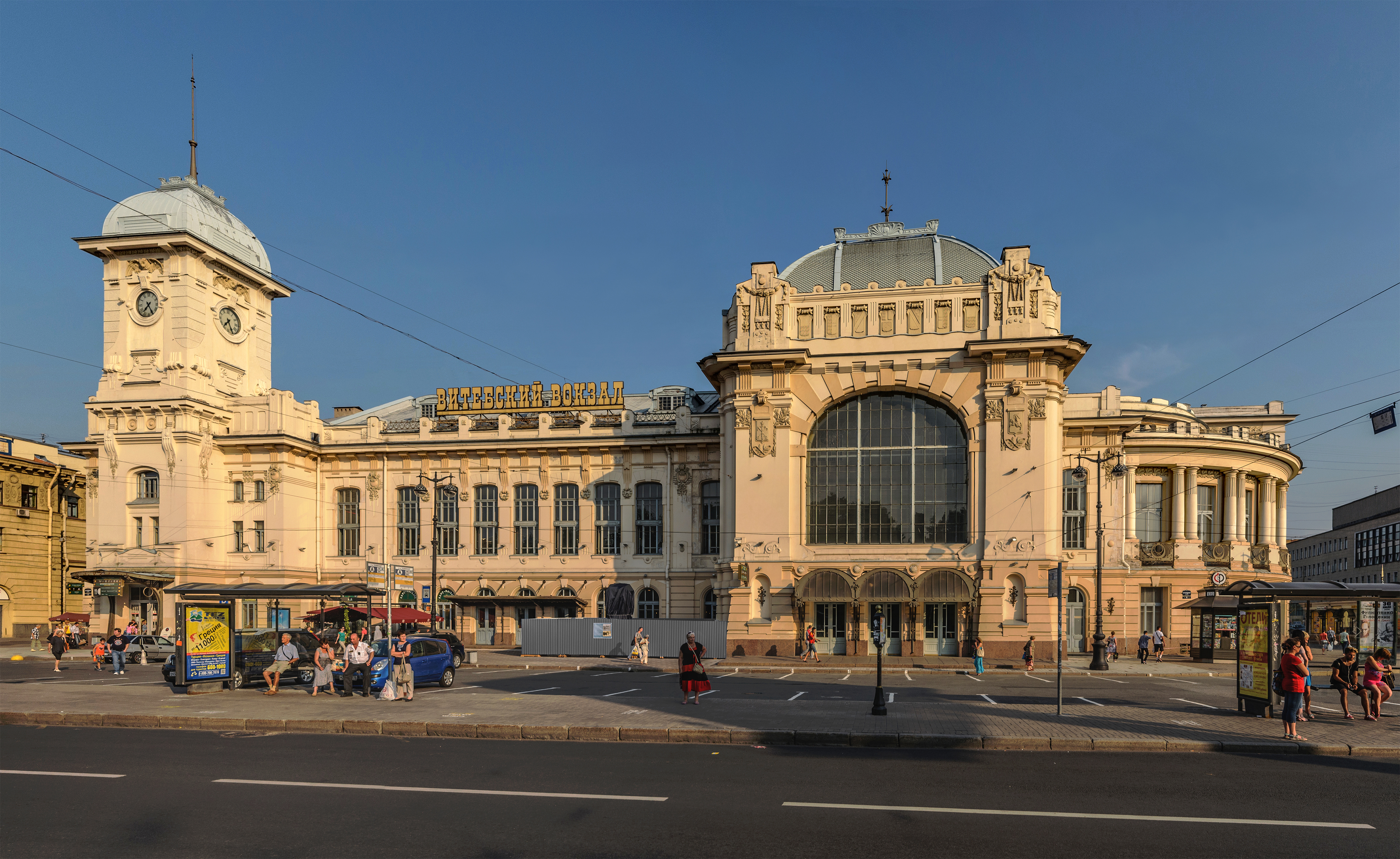
Façade van het Vitebski vokzal

Het Vitebski vokzal (Russisch: Витебский вокзал) ofwel Vitebskstation is een van de vijf kopstations van Sint-Petersburg. Het station bevindt zich aan de Zagorodnyj prospekt in het zuiden van het stadscentrum.
Het Vitebski vokzal opende in 1837 als eindpunt van de eerste spoorweg van Rusland, die Sint-Petersburg verbond met Tsarskoje Selo; tot de Russische Revolutie droeg het station daarom de naam Tsarskoselski vokzal. Het eerste stationsgebouw had slechts één verdieping en was opgetrokken uit hout. Tussen 1849 en 1852 verrees een stenen gebouw van de hand van architect Konstantin Thon. Het huidige station in jugendstil met koepel en klokkentoren dateert uit 1904 en werd ontworpen door Stanisław Brzozowski (eveneens verantwoordelijk voor het Rizjski vokzal in Moskou) en Semjon Minasj. De gedeeltelijk overkapte perrons bevinden zich op de eerste verdieping. Een van de zalen van het gebouw is versierd met schilderijen die de geschiedenis van de eerste Russische spoorlijn schetsen.
In 1987 werd in een glazen paviljoen een replica van de stoomlocomotief "Snel" (Проворный), die de eerste trein van Petersburg naar Tsarkoje Selo trok, opgesteld. Tussen 2001 en 2003 onderging het station een restauratie, waarbij veel van de oorspronkelijke decoraties in ere werden hersteld.
Naast het spoorwegstation staat het toegangsgebouw van het metrostation Poesjkinskaja, dat in december 1956 in gebruik werd genomen. Vanaf het Vitebski vokzal vertrekken zowel voorstads- als langeafstandstreinen naar bestemmingen ten zuiden van Sint-Petersburg.
Baltiejski · Finljandski · Ladozjski · Moskovski · Vitebski